# Dirk Verstraten
Dirk Verstraten (Rotterdam, 29 december 1892 - Hilversum, 9 maart 1946) was een Nederlands textielkunstenaar en kunstschilder. 

## Leven
Verstraten was het achtste van negen kinderen. Zijn vader, Jan Verstraten,  was barbier/lijkbezorger. Tijdens de Eerste Wereldoorlog kreeg Dirk Verstraten de beruchte Spaanse griep, waaraan wereldwijd miljoenen doden vielen. Hij overleefde, maar bleef wel zijn levenslang zwaar longpatiënt. De ontberingen tijdens de Tweede Wereldoorlog, zeker de hongerwinter van 1944, maakten het er niet beter op. Bij de bevrijding had hij hongeroedeem.
Op vijftienjarige leeftijd, in maart 1907, kreeg hij zijn getuigschrift van de "Gewoon Openbaar Lager Onderwijs" in Rotterdam. In die tijd was het gebruikelijk om direct na de lagere school te gaan werken. Echter een klant van zijn vader maakte hem attent op het talent van zoon Dirk en bezwoer hem naar een tekenacademie te laten gaan en dus ging Verstraten, meteen na het lager onderwijs, naar de Academie voor Beeldende Kunsten en Technische Wetenschappen in Rotterdam. Hier kreeg hij nog les van de hoogleraar Huib Luns (de vader van oud-minister van BZ Joseph Luns en de schilder Theo Luns). 
Op vierentwintigjarige leeftijd, op 5 september 1917, trouwt hij met Aagje Anthonetta Hollestein. Zij kregen drie kinderen.

## Werk
Dirk Verstraten werkte eerst als tapijtontwerper bij KVT (Vereenigde Koninklijke Tapijtfabrieken) te Rotterdam tot eind mei 1920, in loondienst. Daarna werkte hij als zelfstandig ontwerper van moderne tapijten voor de Koninklijke Hand-Tapijtknooperij Kinheim te Beverwijk en voor Smyrna Tapijtfabriek te Putte en Kapellen (België). Het waren voornamelijk zeer grote handgeknoopte wandtapijten, vooral bestemd voor de Amerikaanse markt. Na de beurskrach van 1929 (toen er dus minder geld was voor luxe handgeknoopte tapijten) ging hij in vaste dienst als ontwerper bij de Gebrs. v.d. Bergh in Oss en vanaf 1930 (het gezin Verstraten verhuisde toen naar Hilversum) bij Gebrs. v.d. Brink aan de Huygensstraat in Hilversum en daarna bij de Veneta Tapijtfabriek. Hij was een gerenommeerd tapijtontwerper. Hij heeft altijd goed verdiend als tapijtontwerper, maar alleen van schilderijen maken wilde (en kon) hij niet leven. Hij had bovendien grondige kennis van de techniek van het weven en daar waren de wevers blij mee, omdat zijn ontwerpen uitvoerbaar waren.
Als tapijtontwerper ontwierp hij vele tapijten, zoals een traploper voor Koningin Wilhelmina in 1923, het Theater Tuschinski te Amsterdam in 1926 en de Olympische Spelen van 1928 in Amsterdam. Hij was bekender door zijn tapijtontwerpen dan voor zijn oeuvre aan schilderijen.
Originele tapijtontwerpen van Dirk Verstraten zijn te zien in het Museum Kennemerland in Beverwijk en er bevindt zich een stuk in de collectie van het Rijksmuseum Amsterdam in Amsterdam.
In de oorlogsjaren heeft hij veel portretten geschilderd van tapijtfabrikanten en hun echtgenotes in Hilversum en Tilburg. Tijdens de tweede wereldoorlog was er in de fabriek praktisch geen werk. Hij kreeg natuurlijk wel zijn salaris, maar werkte in opdracht (zijn directie kende zijn werk). Extra geld was nodig om eten op de zwarte markt te kunnen betalen.
Dirk Verstraten heeft behang ontworpen voor onder andere de N.V. Rath & Doodeheefvers in Nijmegen. Hij heeft een verscheidenheden van stijlen gehanteerd, zoals portretten, stillevens, avant-garde, art-deco en pastel- en pentekeningen.
Tijdens de tweede wereldoorlog moesten kunstenaars, om hun vak te mogen uitvoeren, lid worden van de zogenoemde Kultuurkamer. Dirk Verstraten is hier nooit lid van geworden, omdat het verplicht was voor leden om een eed van trouw aan Hitler te zweren en dat weigerde Verstraten. In 1941 maakt hij nog een spotprent van Hitler, iets waar toen de doodstraf op stond.

## Galerie

### Schilderijen(selectie)

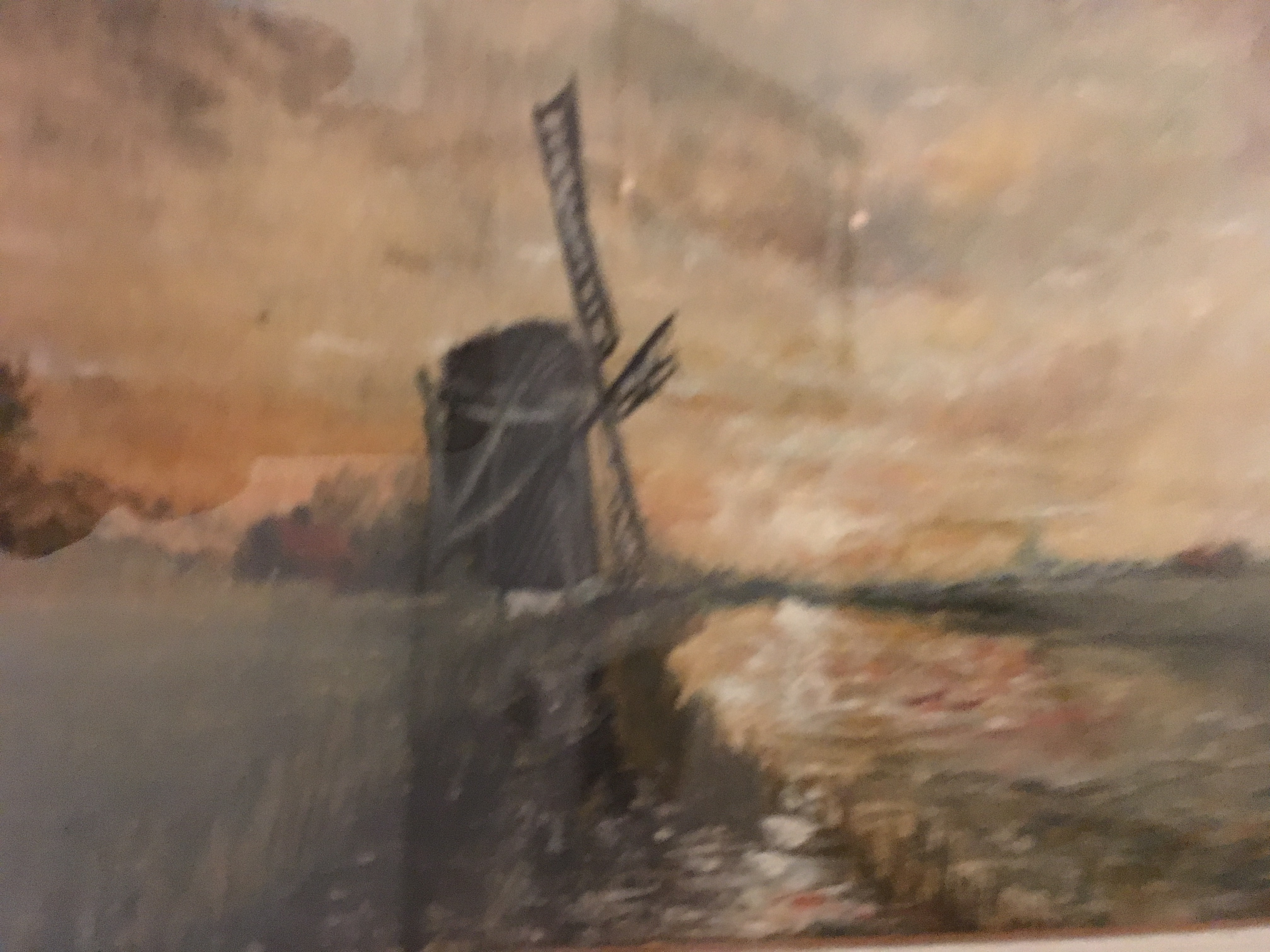
Molen bij het water, 1909
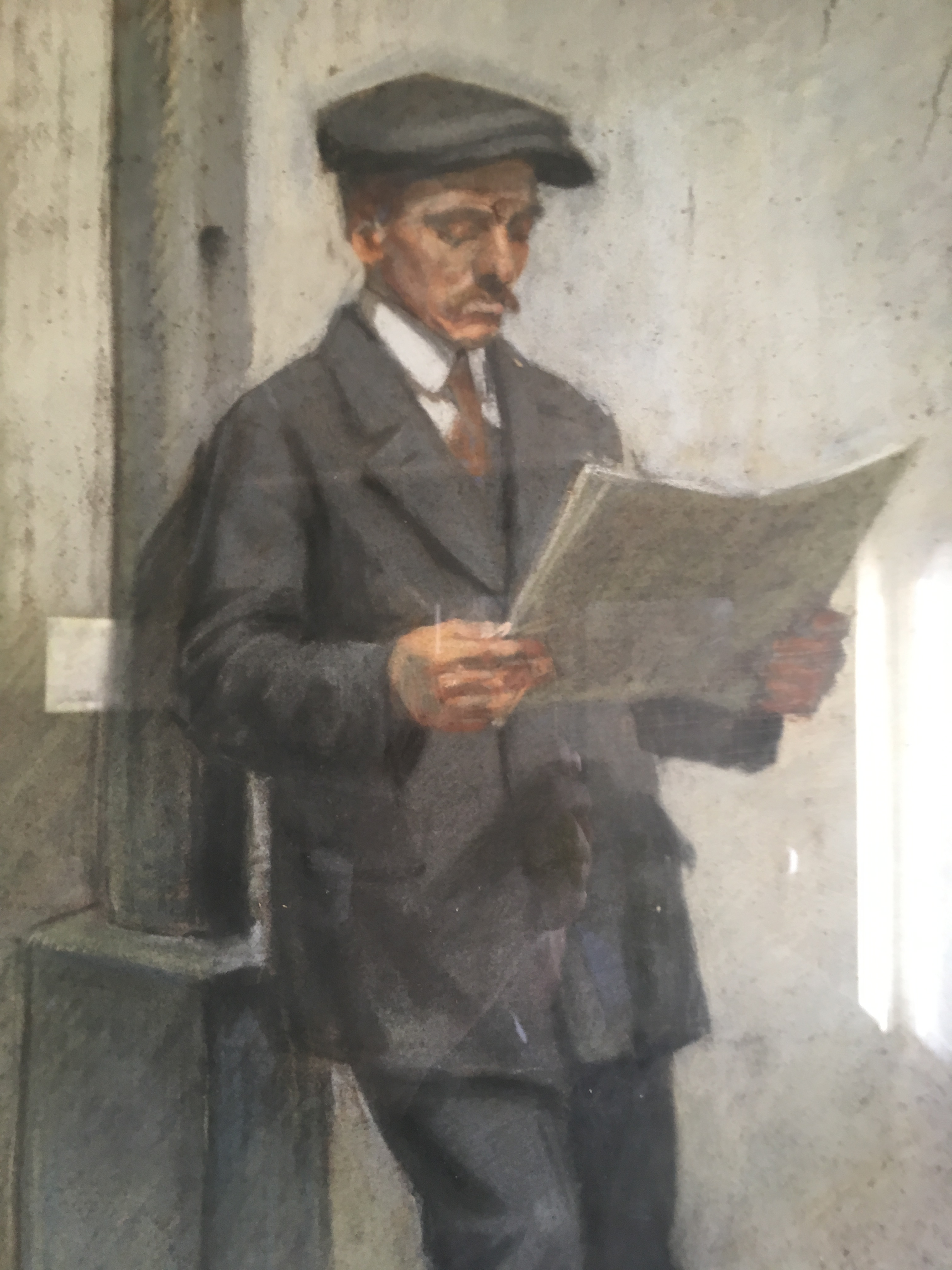
Man onder lantarenpaal, 1914
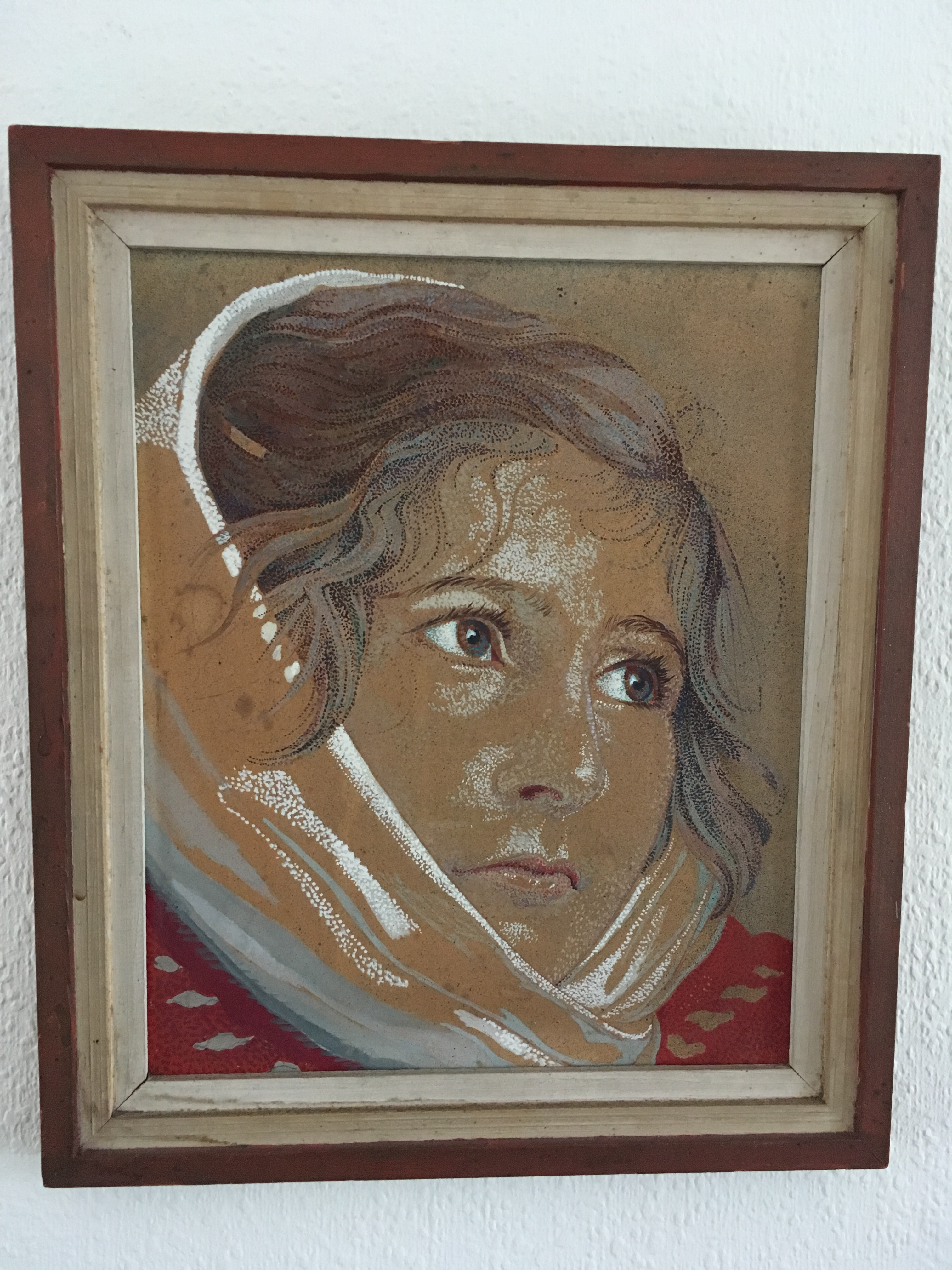
Portret Aga met de bof (dochter van de schilder), c. 1937
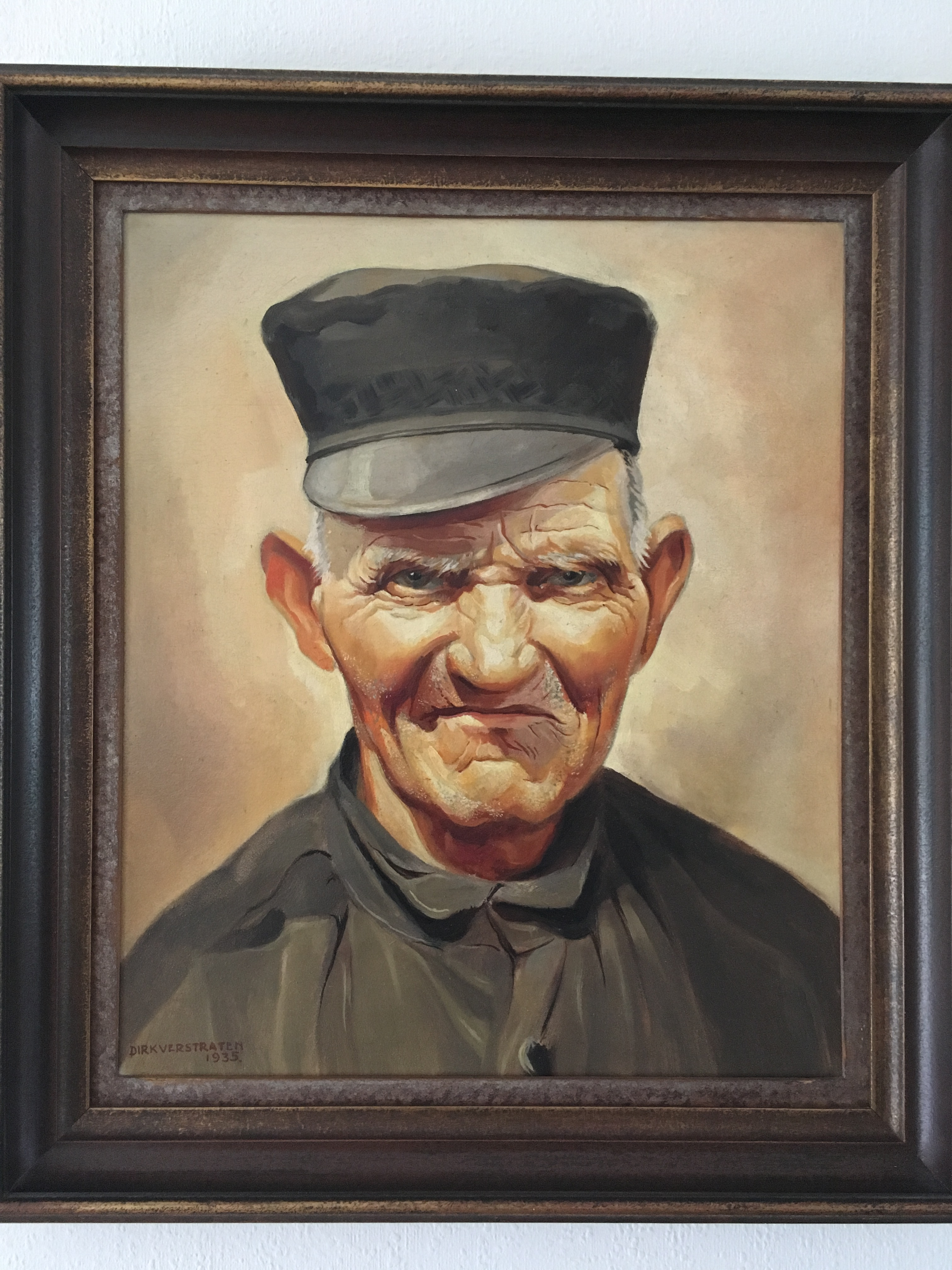
Portret van Elbert Uitenbos, 1933
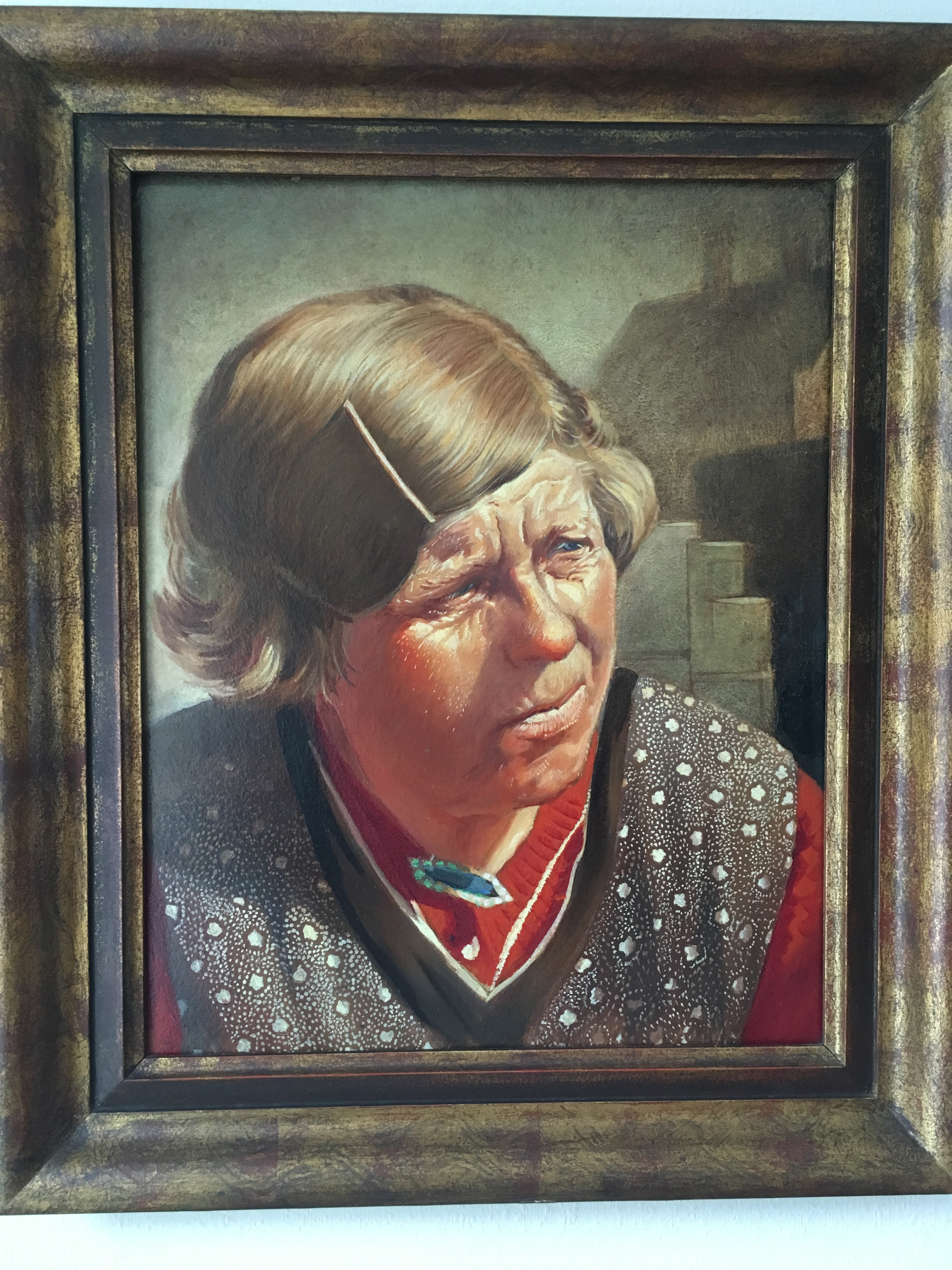
Portret een schippersvrouw, 1933
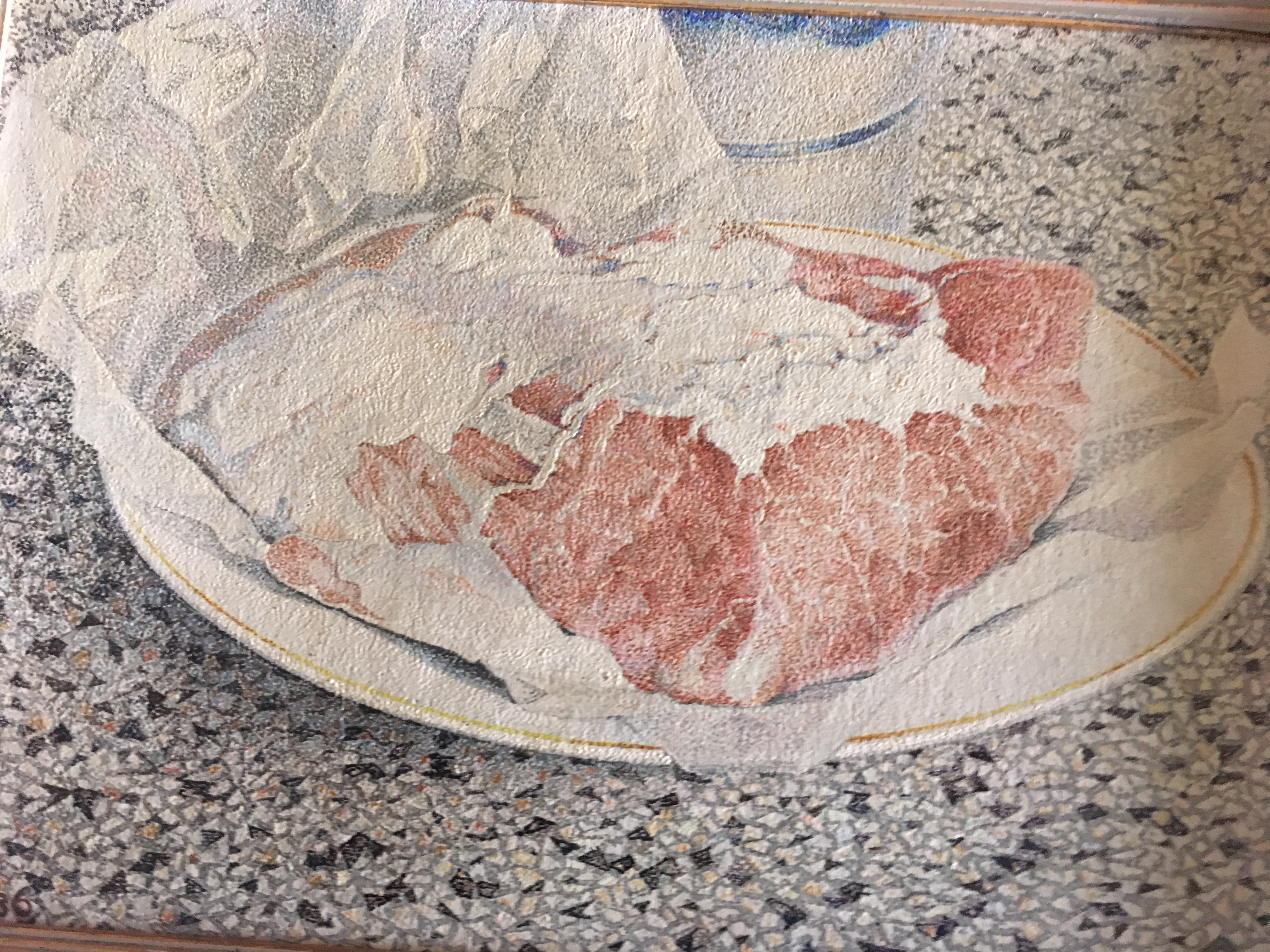
Stilleven, Vlees op aanrecht, 1936
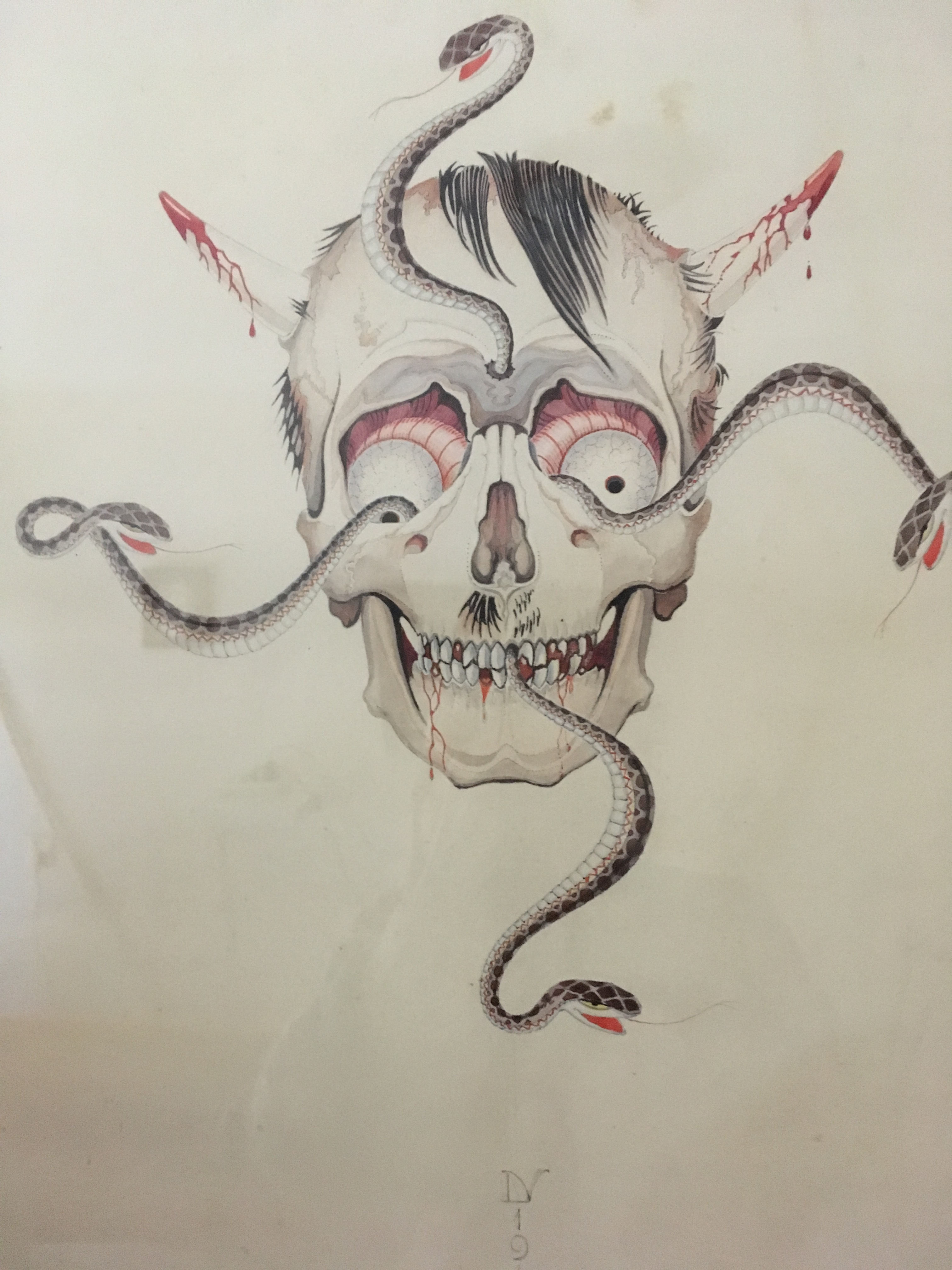
Spotprent Hitler, 1941
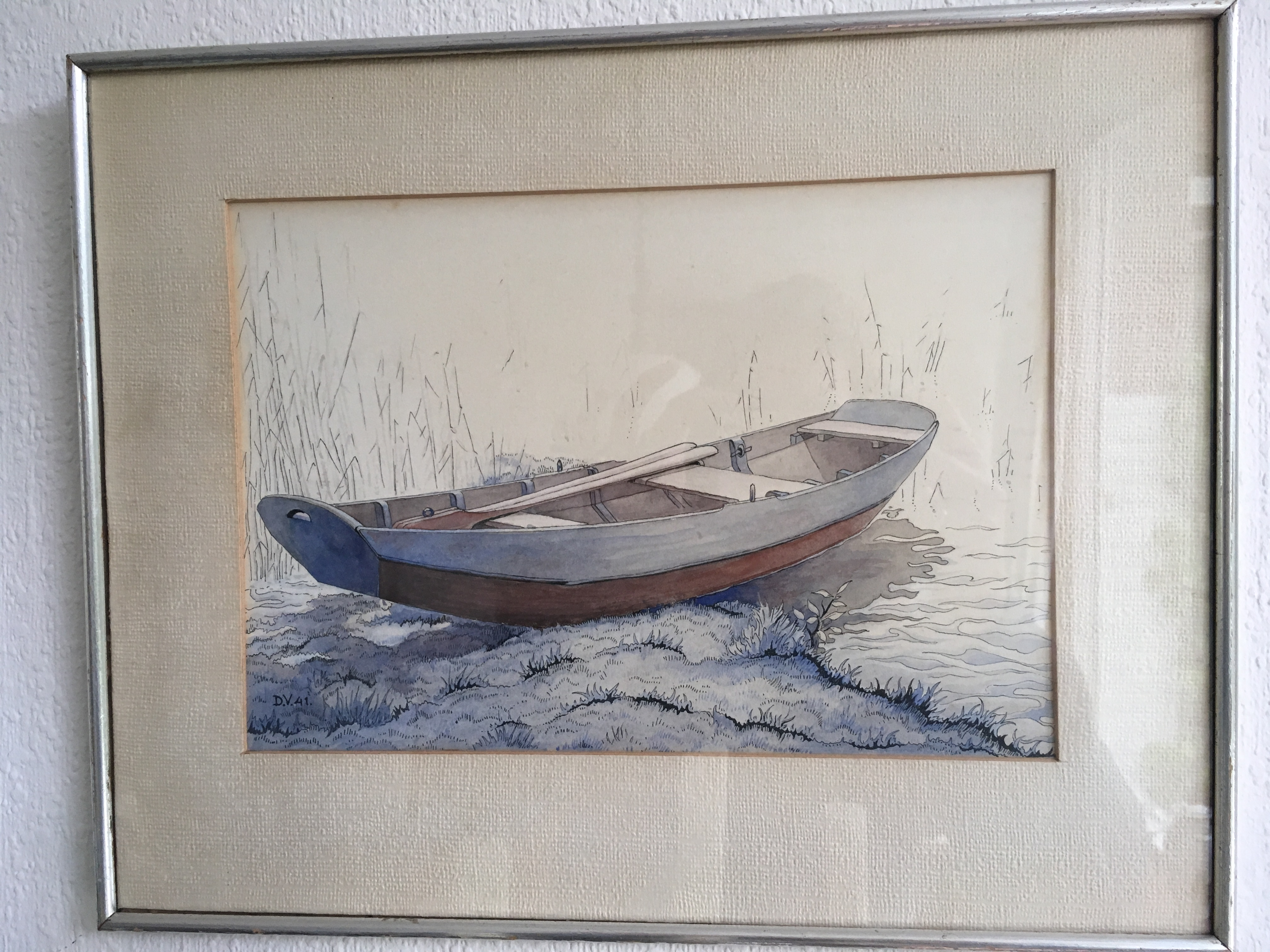
Stilleven, Boot op oever, 1941

### Tapijten(selectie)

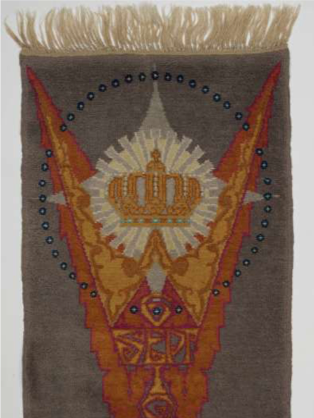
Tapijt ter herinnering aan het jubileum van Kon. Wilhelmina, 1923
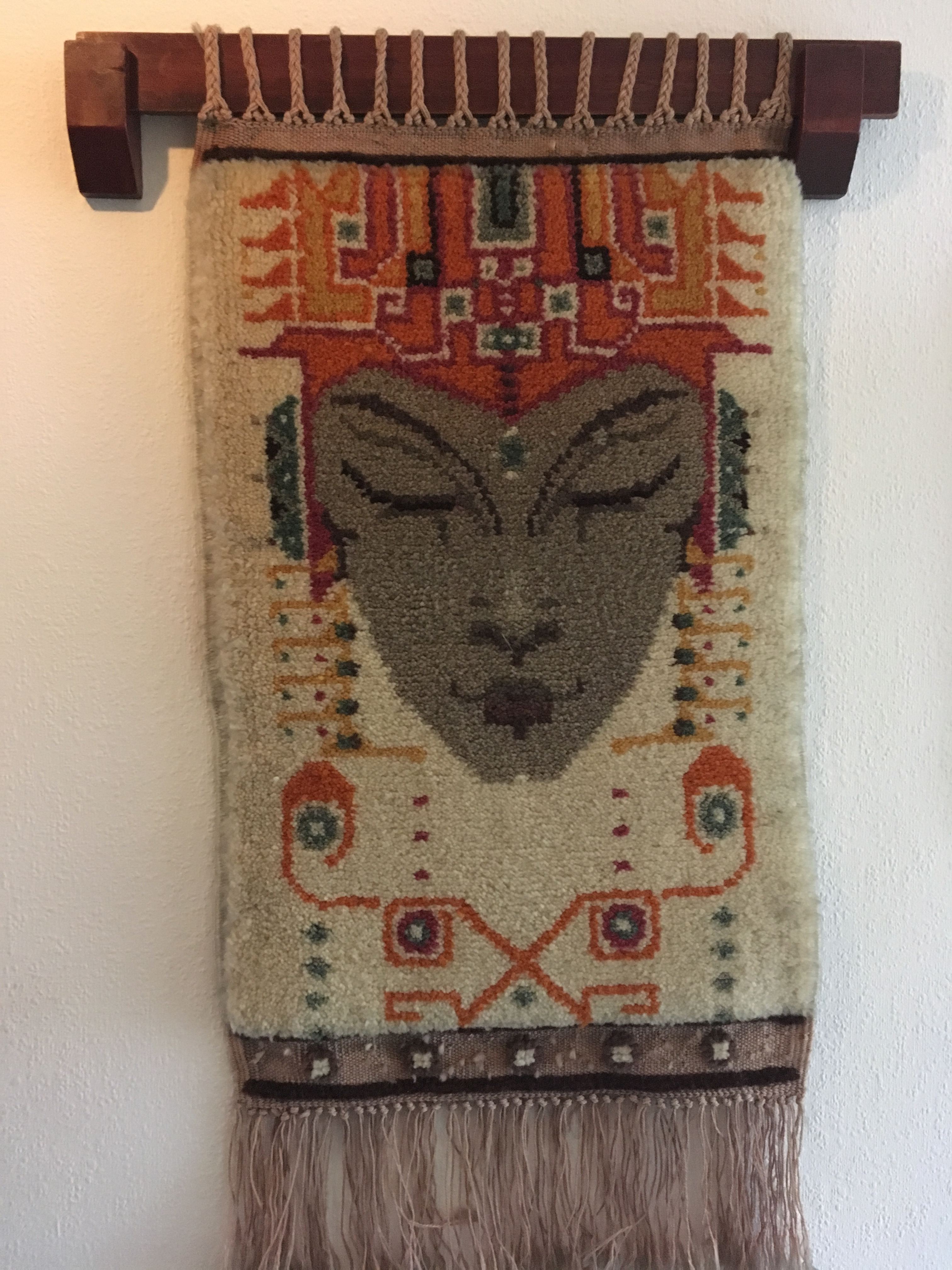
Masker, c. 1925
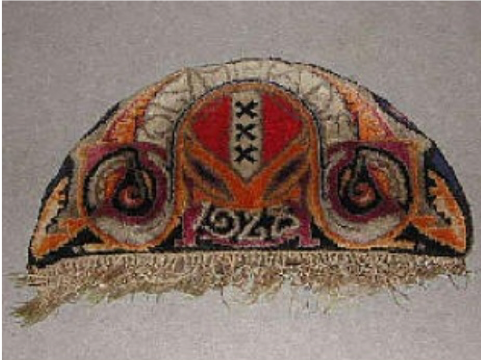
Tapijtontwerp Olympische Spelen te Amsterdam, 1928
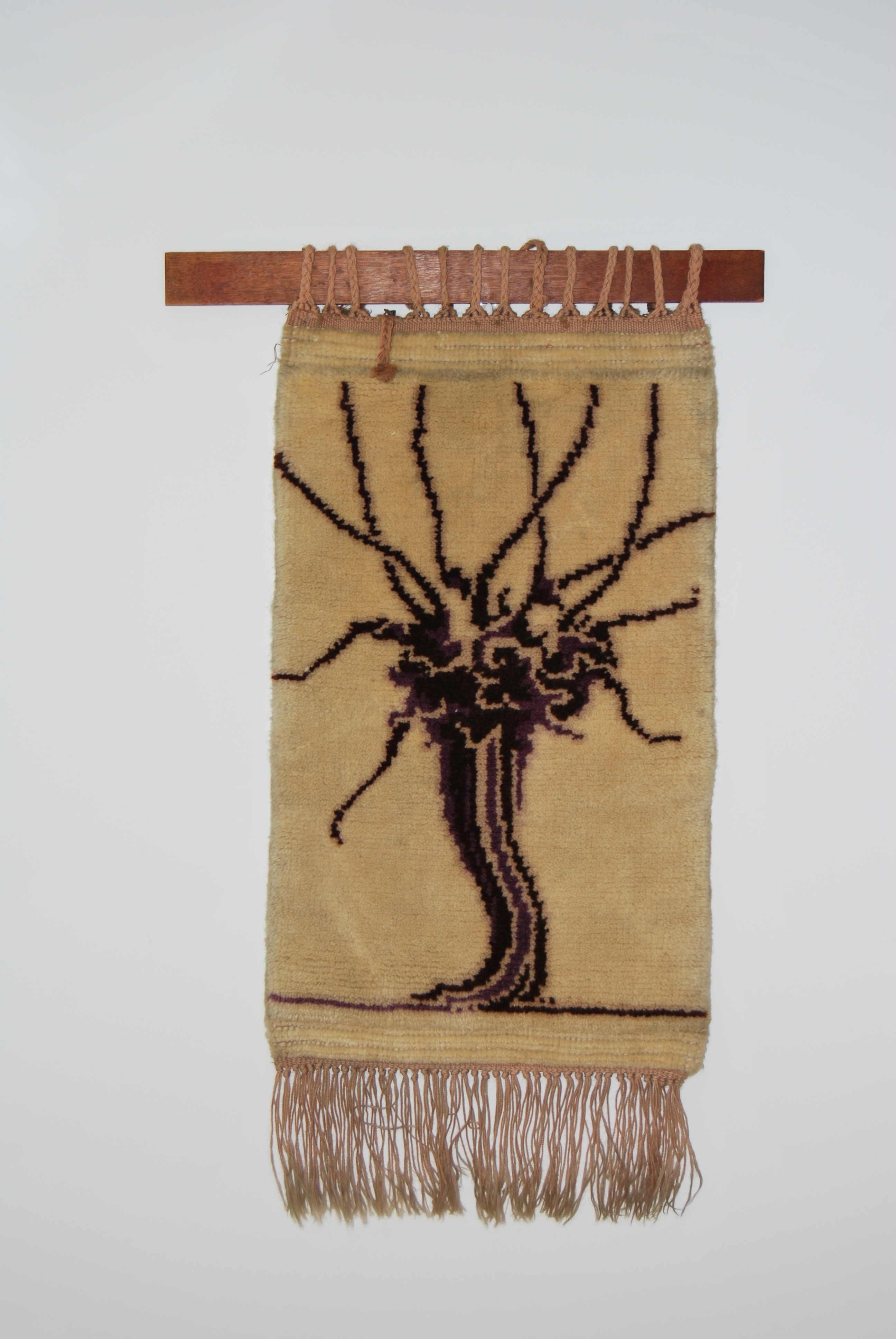
Ontwerp tapijt "knotwilg", c. 1925
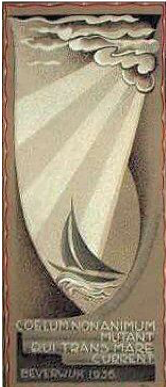
Tapijt directiekamer Kinheim, ca. 1920

- Biografisch Portaal: 93128386
- RKD-Nederlands Instituut voor Kunstgeschiedenis: 109889